# The Bond Between (film 1917)
The Bond Between è un film muto del 1917 diretto da Donald Crisp.

## Produzione
Il film fu prodotto dalla Pallas Pictures, una piccola casa di produzione che sarebbe stata inglobata dalla Paramount Pictures.

## Distribuzione
Distribuito dalla Paramount Pictures e dalla Famous Players-Lasky Corporation, il film uscì nelle sale cinematografiche statunitensi il 2 aprile 1917.